# Airbus A318
L'Airbus A318 és un avió civil de passatgers d'Airbus, el consorci europeu de fabricació d'aeronaus. És el membre més petit de la família de l'A320, pel que de vegades se l'anomena el «Mini-Airbus». Durant el desenvolupament se'l va conèixer com a A319M3, la qual cosa indica que és un derivat de l'A319 però amb 3 seccions de buc menys. L'aeronau és 6 metres més curta i 14 tones més lleugera que el seu predecessor. Entrà en servei el 2002. Els principals usuaris són Frontier Airlines, America West Airlines, Air France i Mexicana de Aviación.
L'A318 pot portar 109 passatgers en una configuració de 2 classes. Es va crear per reemplaçar els vells DC9 i els primers models del Boeing 737, així com competir amb els actuals Boeing 737-600 i Boeing 717. Està disponible en diverses versions amb diferents pesos màxims en enlairament (entre 59 i 68 tones) i abasts (de 2.750 km a 6.000 km), cosa que li permet operar rutes regionals de forma econòmica sacrificant l'abast, o complementar els altres membres majors de la família en rutes de mig abast d'escassa densitat. Tot i que, a causa del seu menor pes, pot realitzar rutes que l'A320 no, les companyies l'usen principalment per a rutes curtes entre ciutats de mida mitjana.
Durant el procés de disseny de l'avió, Airbus va ensopegar amb diversos problemes. El major, sens dubte, va ser la disminució de la demanda de noves aeronaus després dels atemptats de l'11 de setembre de 2001; un altre va ser el disseny dels motors turboventiladors PW6000 de Pratt & Whitney, que havien de propulsar a l'aeronau: cremaven més combustible del previst i van haver de ser redissenyats, pel que van haver d'usar uns altres motors fins que la versió de Pratt & Whitney fos optimitzada i estigués llesta. Actualment hi ha versions amb ambdós motors.
El novembre de 2005, Airbus anuncià la construcció de l'A318 Elite, destinat al mercat executiu d'abast mitjà amb vols de fins a 4.000 km i amb una configuració de 14 a 18 passatgers.

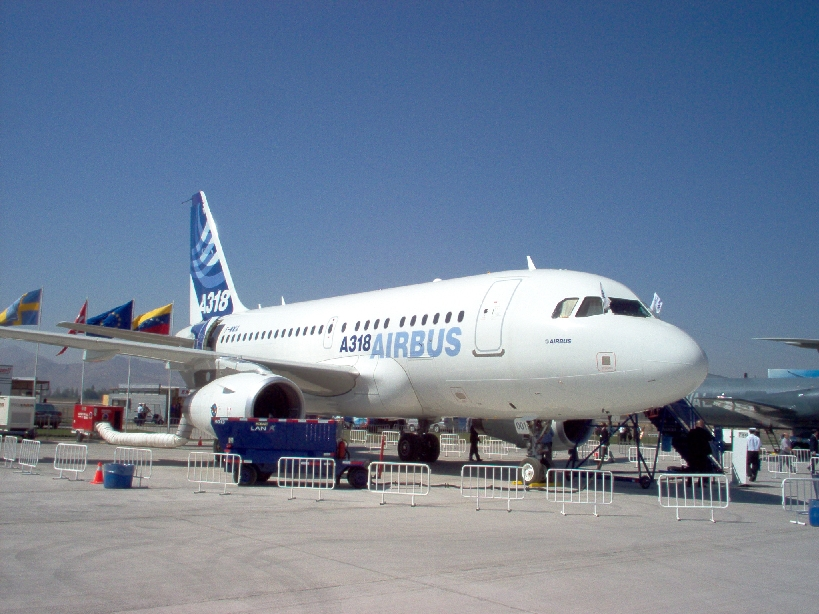
Un Airbus A318 estacionat a l'aeroport internacional de Santiago de Chile durant l'espectacle aeri de FIDAE de l'any 2006.

## Especificacions (Airbus A318-100)
Dades obtingudes d'Airbus i Airliners.net.
Airbus A318-100
- Tripulació: 2 pilots
- Passatgers: 132 (màxima en una classe)
 117 (habitual en una classe)
 107 (típica en dues classes)
- Capacitat de càrrega: 21,21 m³
- Llargària: 31,44 m
- Envergadura: 34,10 m
- Amplada del fuselatge a la cabina: 3,70 m
- Amplada del fuselatge: 3,95 m
- Altura: 12,51 m (màxima)
- Superfície alar: 122,6 m²
- Angles alar: 25 graus d'ala en fletxa
- Pes buit: 39.500 kg
- Pes màxim sense combustible: 54.500 kg kg
- Pes màxim a l'enlairament: 68.000 kg
- Velocitat de creuer: Nombre Mach 0.78 (828 km/h a 11.000 m/36.000 peus)
- Velocitat màxima: Nombre Mach 0.82 (871 km/h a 11.000 m/36.000 peus)
- Capacitat màxima de combustible: 24.210 litres
- Abast màxim a plena càrrega: 3.100 milles nàutiques (5.740 km)
- Sostre de servei: 12.000 m
- Planta motriu: 2× turboventiladors Pratt & Whitney PW6000 o 
 CFM International CFM56-5
- Empenyiment màxim: 96-106 kN
- Distància d'enlairament a nivell del mar: 1.828 m